# 4 Nights at the Palais Royale
4 Nights at the Palais Royale è un album dal vivo del gruppo rock canadese Sloan, pubblicato nel 1999.

## Tracce

### Disco 1
1. She Says What She Means – 4:11
2. The Good in Everyone – 2:09
3. Coax Me – 4:00
4. The Lines You Amend – 2:46
5. Marcus Said – 5:44
6. Seems So Heavy – 4:43
7. Sinking Ships – 4:37
8. Everything You've Done Wrong – 4:00
9. Keep on Thinkin' – 3:01
10. Snowsuit Sound – 3:41
11. Suppose They Close the Door – 3:38
12. Iggy and Angus – 3:16
13. Bells On – 4:10
14. Anyone Who's Anyone – 3:38

### Disco 2
1. People of the Sky – 3:32
2. 400 Metres – 4:27
3. On The Horizon – 4:50
4. I Wanna Thank You – 3:41
5. G Turns to D – 3:37
6. Penpals – 3:07
7. Money City Maniacs – 7:26
8. Deeper Than Beauty – 3:07
9. I Am the Cancer – 4:13
10. I Can Feel It – 3:34
11. Torn – 3:39
12. Nothing Left to Make Me Want to Stay – 2:44
13. Before I Do – 5:05
14. Underwhelmed – 6:50